# 青野毅
青野 毅（あおの たけし、1983年1月12日 - ）は、鹿児島県出身の元プロ野球選手（内野手、外野手）、野球指導者。

## 来歴・人物

### プロ入り前
鹿児島県川辺郡坊津町大字坊（現：南さつま市坊津町坊）出身。坊泊中学校を経て、樟南高校に入学。高校時代はエースで4番打者として夏の甲子園大会でも活躍、高校日本選抜にも選出された。当時は外野手を兼ねていて、野手としても評価は高かった。2年生時は1学年上の上野弘文-鶴岡慎也のバッテリーとともに自身は外野手として出場。樟南高校3年時はエースで主将で4番。
2000年オフ、千葉ロッテマリーンズにドラフト5位で投手として指名を受け入団した。2001年、入団と同時に野手に転向。

### ロッテ時代

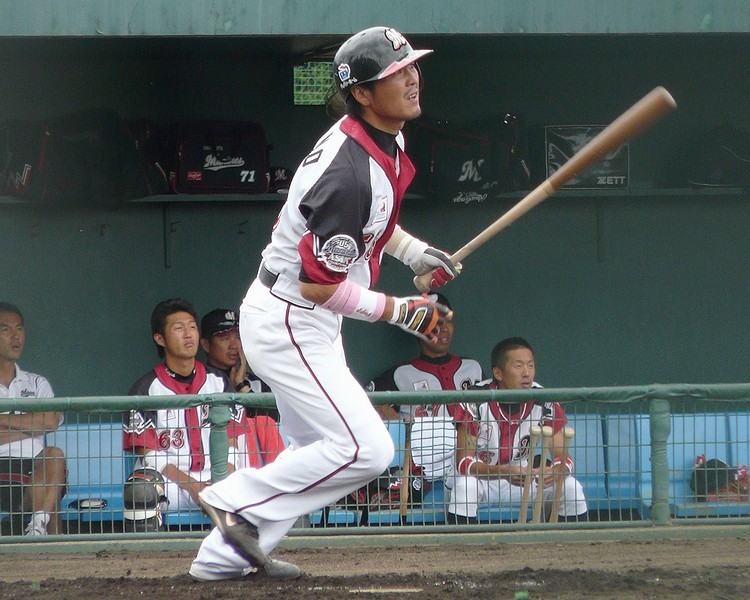
現役時代 2009年8月26日ロッテ浦和球場

2005年までの5年間は完全に二軍暮らしで、一軍では2年目の1打席のみ。パンチ力のある打撃は期待されていたが、確実性がなく一軍から声がかからなかったが、徐々に二軍の中心選手として地位を上げ、2005年には2軍でチーム最多の92試合に出場し、打率.286、7本塁打、10盗塁の活躍でファーム日本一に貢献した。
2006年、4月15日に堀幸一の代役で一軍への昇格を果たすと、その日の西武ライオンズ戦で「2番・三塁手」で即スターティングメンバー出場。9回にプロ初安打を記録した。6月14日の横浜ベイスターズ戦の4回裏に那須野巧からプロ初本塁打となる満塁本塁打を左翼席に記録した。7月1日にも福岡ソフトバンクホークス戦で2回裏に田之上慶三郎から満塁弾を放った。プロ入り1号・2号がともに満塁本塁打なのは史上初である。この活躍もあり中盤から二塁手・三塁手として一軍に定着を果たし、64試合に出場、打率.275を記録した。守備では一塁手2試合、二塁手43試合、三塁手12試合、外野手3試合を守った。二軍でも少ない出場試合数ながら打率.321、8本塁打を記録した。
2007年、4月30日の対西武戦（グッドウィル）では、ホームランを打った際にチームメイトのフリオ・ズレータのパフォーマンス「幕張ファイヤー!」を捩り「桜島ファイヤー!」なるパフォーマンスを披露した。更にこれを図案化したTシャツも製作された。シーズン序盤に打率4割を超え、一時は首位打者に立つなど驚異的な活躍を見せた。守備でも一塁手6試合、二塁手21試合、三塁手41試合、遊撃手1試合、外野手17試合と、あらゆるポジションを守った。しかし後半戦は手首・肩の故障に泣かされ二軍落ちし、レギュラーは確保できなかった。
2008年、前年に負傷した肩を手術し、リハビリテーションに専念した。結局一軍出場はなかった。
2009年も一軍での出場機会はなかったが、二軍では33試合に出場した。
2010年、3年ぶりの一軍初出場を果たし、本塁打も放つものの、シーズンわずか2安打に終わってしまった。
2013年、肩の故障の影響もあって10月3日に球団から戦力外通告を受けるが、現役続行を希望。その後、12球団合同トライアウトを受けるも、獲得する球団は現れず現役を引退した。

### 現役引退後
2014年3月14日付で学生野球資格を回復した。不動産会社で働きつつ、同年からは母校である樟南高校で野球部の指導を行った。これは高校時代のコーチであり、のちの同部の監督となる山之口和也からの誘いを受けてのものである。同部では副部長を務めていたが、2021年2月16日より、2度の体罰を理由に日本学生野球協会から4か月の謹慎処分を受けた。のちに高校側が体罰の内容を明らかにした。
2023年1月10日、ベイサイドリーグに今年度から加入する千葉球団のヘッドコーチに就任することが発表された。球団名は1月14日に「千葉スカイセイラーズ」となることが発表された。プロ野球球団の所属となるため、同年2月21日付で学生野球資格を喪失した。
千葉がリーグを離脱して無所属チームとなった2024年は、背番号が「71」に変更されている。同年シーズン終了後の10月25日、監督に就任することが発表された。千葉は2024年12月に、ベースボール・チャレンジ・リーグ（ルートインBCリーグ）への準加盟が承認された。

## 詳細情報

### 年度別打撃成績
| 年 度     | 球 団     | 試 合 | 打 席 | 打 数 | 得 点 | 安 打 | 二 塁 打 | 三 塁 打 | 本 塁 打 | 塁 打 | 打 点 | 盗 塁 | 盗 塁 死 | 犠 打 | 犠 飛 | 四 球 | 敬 遠 | 死 球 | 三 振 | 併 殺 打 | 打 率 | 出 塁 率 | 長 打 率 | O P S |
| --------- | --------- | ----- | ----- | ----- | ----- | ----- | -------- | -------- | -------- | ----- | ----- | ----- | -------- | ----- | ----- | ----- | ----- | ----- | ----- | -------- | ----- | -------- | -------- | ----- |
| 2002      | ロッテ    | 1     | 1     | 1     | 0     | 0     | 0        | 0        | 0        | 0     | 0     | 0     | 0        | 0     | 0     | 0     | 0     | 0     | 0     | 0        | .000  | .000     | .000     | .000  |
| 2006      | ロッテ    | 64    | 199   | 182   | 18    | 50    | 12       | 3        | 6        | 86    | 22    | 1     | 1        | 4     | 2     | 10    | 0     | 1     | 44    | 6        | .275  | .313     | .473     | .786  |
| 2007      | ロッテ    | 76    | 278   | 255   | 34    | 63    | 8        | 2        | 10       | 105   | 35    | 2     | 1        | 7     | 2     | 9     | 0     | 5     | 62    | 5        | .247  | .284     | .412     | .696  |
| 2010      | ロッテ    | 14    | 20    | 18    | 5     | 2     | 0        | 0        | 1        | 5     | 1     | 0     | 0        | 0     | 0     | 2     | 0     | 0     | 6     | 1        | .111  | .200     | .278     | .478  |
| 2011      | ロッテ    | 5     | 3     | 2     | 0     | 0     | 0        | 0        | 0        | 0     | 0     | 0     | 0        | 0     | 0     | 1     | 0     | 0     | 1     | 0        | .000  | .333     | .000     | .333  |
| 2012      | ロッテ    | 15    | 20    | 16    | 2     | 2     | 0        | 0        | 0        | 2     | 0     | 0     | 0        | 2     | 0     | 1     | 0     | 1     | 3     | 0        | .125  | .222     | .125     | .347  |
| 通算：5年 | 通算：5年 | 175   | 521   | 474   | 59    | 117   | 20       | 5        | 17       | 198   | 58    | 3     | 2        | 13    | 4     | 23    | 0     | 7     | 116   | 12       | .247  | .289     | .418     | .707  |

### 記録
- 初出場・初先発出場：2002年5月12日、対福岡ダイエーホークス8回戦（福岡ドーム）、9番・遊撃手で先発出場
- 初打席：同上、3回表に杉内俊哉から一飛
- 初安打：2006年4月15日、対西武ライオンズ5回戦（インボイスSEIBUドーム）、9回表に田﨑昌弘から右前安打
- 初打点：2006年4月18日、対東北楽天ゴールデンイーグルス4回戦（フルキャストスタジアム宮城）、3回表に山村宏樹から左前適時打
- 初本塁打：2006年6月14日、対横浜ベイスターズ5回戦（千葉マリンスタジアム）、4回裏に那須野巧から左越満塁本塁打
- 初盗塁：2006年10月1日、対東北楽天ゴールデンイーグルス20回戦（フルキャストスタジアム宮城）、6回表に二盗（投手：青山浩二、捕手：カツノリ）

### 背番号
- 58 （2001年 - 2013年、2023年）
- 71 （2024年 - ）

### 登場曲
- 「気張いやんせ」長渕剛